# Йонатан Прінцлау
Йонатан Прінцлау (дан. Jonathan Printzlau; нар. 7 жовтня 1976) — колишній данський тенісист.
Найвищу одиночну позицію світового рейтингу — 407 місце досяг 27 жовтня 1997, парну — 593 місце — 20 липня 1998 року.

## Титули ITF Ф'ючерс

### Парний розряд: 1
| Ранг | Дата     | Турнір           | Рівень  | Покриття | Партнер           | Суперники                           | Рахунок  |
| ---- | -------- | ---------------- | ------- | -------- | ----------------- | ----------------------------------- | -------- |
| 1.   | Лип 1998 | Данія F2, Оденсе | Ф'ючерс | Ґрунт    | Ян-Аксель Тріблер | Даніель Польссон Роберт Самуельссон | 7–6, 6–4 |